# 孫升模
孫 升模（ソン・スンモ、英語: Shon Seung-mo、朝鮮語: 손승모、1980年7月1日 - ）は、韓国の男子バドミントン選手。2004年アテネオリンピックの男子シングルス銀メダリスト。

## 経歴
2004年アテネオリンピックでは、第2シードの陳宏や第8シードのソニー・ドゥウィ・クンコロらを破って銀メダルを獲得。韓国人として、男子シングルスで史上初の五輪メダリストとなった。

## 人物
- 孫は、15歳のときに右目にシャトルコックがぶつかり、右目がほとんど失明している。